# Patrick Stettner
Patrick Stettner (...) è un regista e sceneggiatore statunitense.

## Carriera
Il suo primo film è stato realizzato nel 1996 come cortometraggio, "Flux", che ha nel cast la presenza agli esordi di Allison Janney. Con la regia di "The Business of Strangers" del 2001 ottiene una nomination al Sundance Film Festival.

## Filmografia

### Regista e sceneggiatore

#### Cinema
- Flux - cortometraggio (1996)
- The Business of Strangers (2001)
- Una voce nella notte (The Night Listener) (2006)

#### Televisione
- Futurestates – serie TV, episodio 3x03 (2012)